# Evangelische Kirche Lüdinghausen

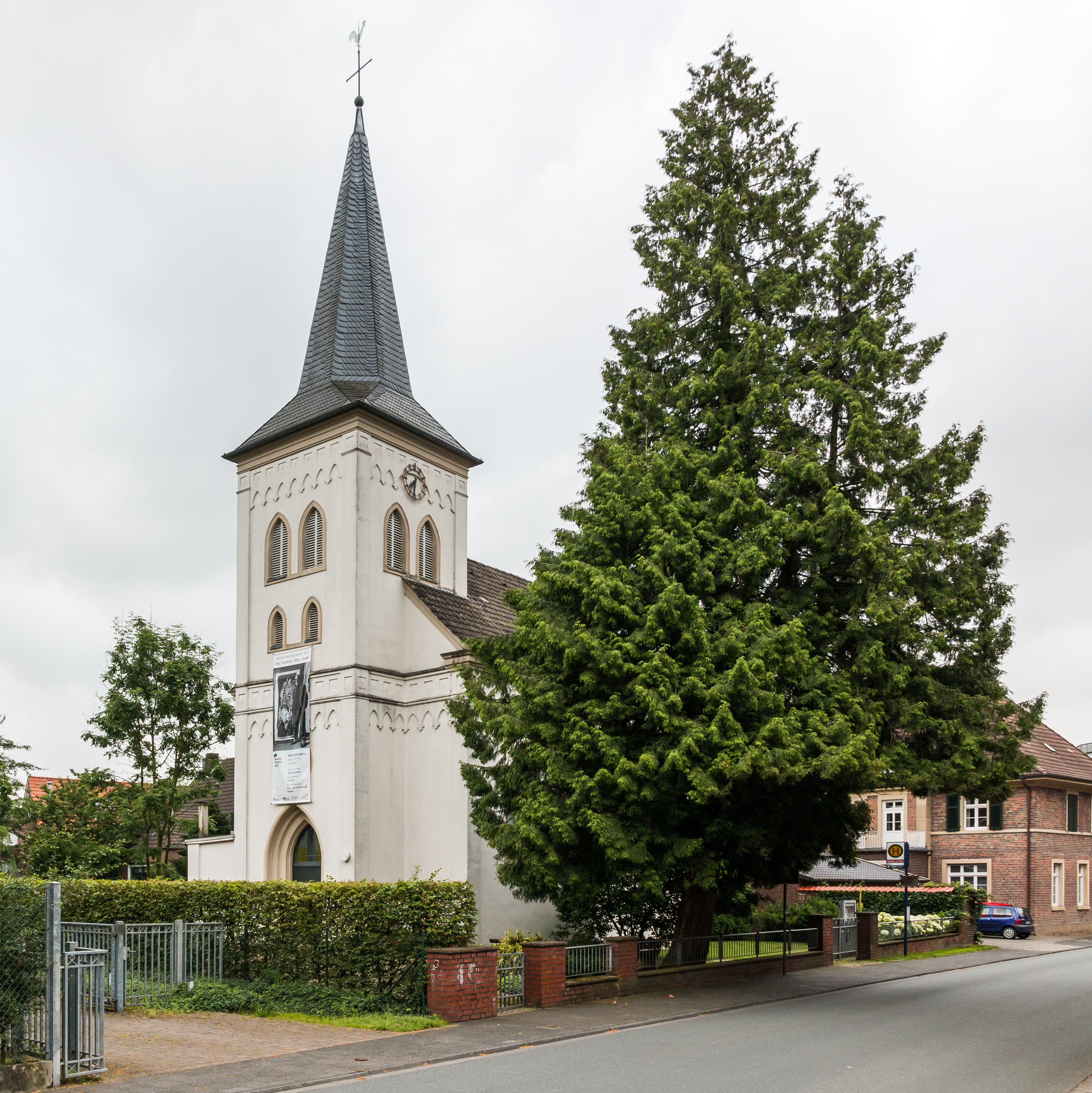
Turm und Eingang der evangelischen Kirche

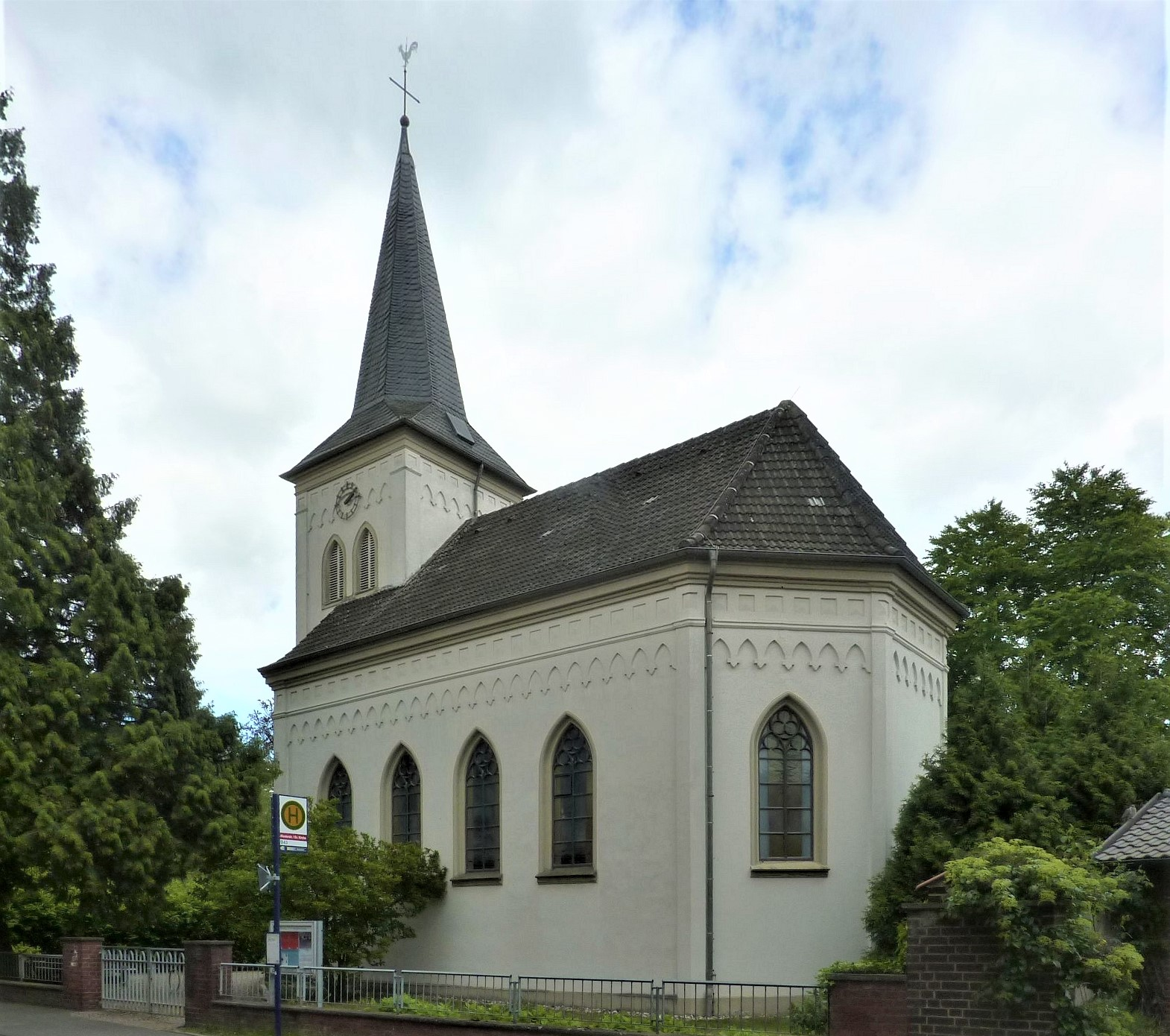
Evangelische Kirche zu Lüdinghausen

Die evangelische Kirche ist ein denkmalgeschütztes Kirchengebäude in der Klosterstraße 1 in Lüdinghausen im Kreis Coesfeld (Nordrhein-Westfalen).

## Geschichte und Architektur
Die evangelische Gemeinde wurde 1843 gegründet. Das Gebäude ist ein früher evangelischer Kirchenbau im Münsterland. Der verputzte, neugotische Saal von vier Jochen, mit dreiseitigem Chorschluss und eingezogenem Westturm wurde von 1857 bis 1859 als Stiftung des Freiherrn von Bodelschwingh-Plettenberg errichtet. Die Wände sind durch Lisenen und Friese sowie Spitzbogenfenster gegliedert. Die spitzbogigen Fensteröffnungen sind mit gusseisernem Maßwerk geschmückt. Im Innenraum ruhen flache Kreuzgratgewölbe über dorischen Pilastern; der Chor ist muschelgewölbt. Die Kirche besitzt eine schlichte, hölzerne Ausstattung.